# Matthew Remijio Adam Gbitiku

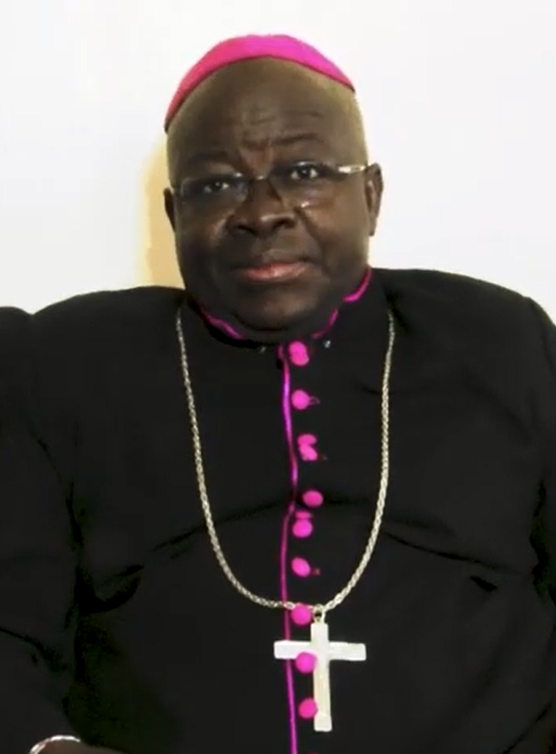
Matthew Remijio Adam Gbitiku, 2023

Matthew Remijio Adam Gbitiku MCCJ (* 5. Mai 1972 in Mboro) ist ein südsudanesischer Ordensgeistlicher und römisch-katholischer Bischof von Wau.

## Leben
Matthew Remijio Adam Gbitiku besuchte von 1984 bis 1986 das Kleine Seminar in Bussere und von 1986 bis 1989 die Schule in Wengiball. Anschließend trat er der Ordensgemeinschaft der Comboni-Missionare bei. Von 1995 bis 1997 studierte Gbitiku Philosophie am interdiözesanen Priesterseminar St. Paul in Khartum und von 1997 bis 1999 absolvierte er das Noviziat in Kampala. Danach studierte er Katholische Theologie am Instituto Superior de Estudios Teologicos Juan XXIII-ISET in Lima. Gbitiku wurde am 18. November 2003 zum Diakon geweiht und empfing am 3. Oktober 2004 durch den Bischof von Wau, Rudolf Deng Majak, das Sakrament der Priesterweihe.
Nach der Priesterweihe war Matthew Remijio Adam Gbitiku zunächst als Pfarrvikar und später als Pfarrer in Masalma sowie als Spiritual der Legio Mariae im Erzbistum Khartum tätig. 2008 wurde Gbitiku für weiterführende Studien nach Rom entsandt, wo er 2010 an der Päpstlichen Universität Gregoriana ein Lizenziat im Fach Spirituelle Theologie erwarb. Von 2010 bis 2012 war Matthew Remijio Adam Gbitiku Verantwortlicher für die Berufungspastoral im Erzbistum Khartum. Danach war er als Spiritual am interdiözesanen Priesterseminar St. Paul tätig, bevor er 2013 Generalvikar des Erzbistums Khartum wurde. Seit 2017 war Gbitiku Vizerektor und Ökonom des internationalen theologischen Ausbildungszentrums der Comboni-Missionare in Nairobi.
Am 18. November 2020 ernannte ihn Papst Franziskus zum Bischof von Wau. Der emeritierte Erzbischof von Khartum, Gabriel Kardinal Zubeir Wako, spendete ihm am 24. Januar 2021 in der Kathedrale Our Lady Help of Christians in Wau die Bischofsweihe; Mitkonsekratoren waren der Erzbischof von Juba, Stephen Ameyu Martin Mulla, und der Erzbischof von Khartum, Michael Didi Adgum Mangoria. Vom 5. Mai 2021 bis zum 25. März 2022 war Gbitiku zudem Apostolischer Administrator des Bistums Rumbek.